# Oscar Wilde e le donne
(Oscar Wilde in La sfinge senza enigma. trad.: Alberto Rossatti)
Nella variegata vita sentimentale e sessuale di Oscar Wilde non mancò l'attenzione e l'interesse per le donne.

## Florence Balcombe
Con la scrittrice inglese Florence Balcombe (17 luglio 1858 – 25 maggio 1937), che divenne moglie di Bram Stoker, l'autore di Dracula, Oscar fu in corrispondenza epistolare ed affettiva sin dall'età di 17 anni e che tuttavia esitò a sposare anche per gli strascichi della sifilide che aveva contratto. Egli scrisse che non smise mai di provare affetto per lei.

## Lillie Langtry

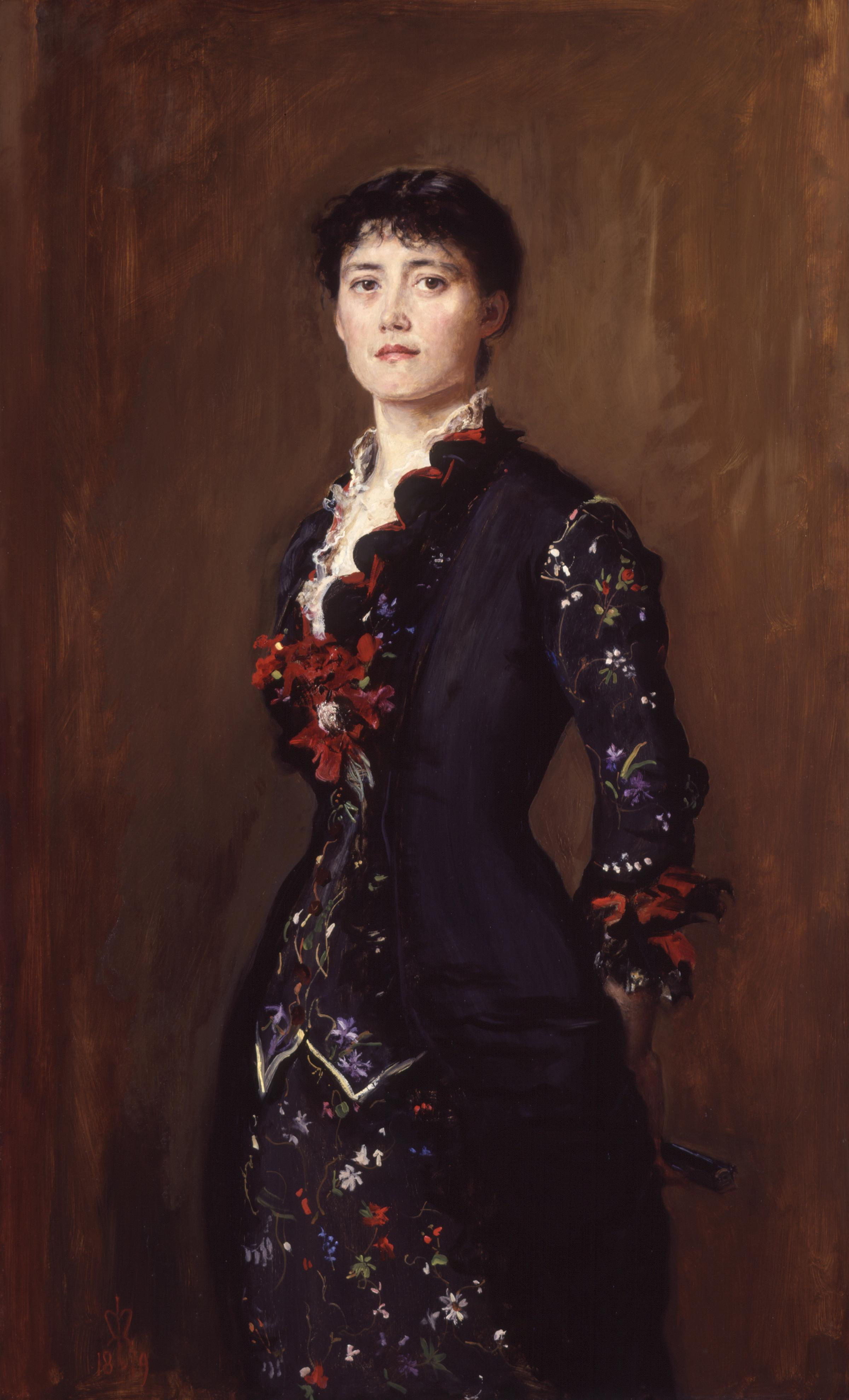
Louise Jane Goode Romer Jopling Rowe (1843 – 1933) pittrice, assidua frequentatrice di Wilde e Langtry che invitava ai suoi ricevimenti

La prima volta che Oscar vide Lillie Langtry fu in occasione di un ricevimento in onore di Lady Sebright dove la giovane si distinse per il suo nobile portamento e per la bellezza.
La Langtry, da molti paragonata ad Elena di Troia o a Cleopatra,
,  durante il ricevimento fu subissata di richieste di posare per dipinti o statue e molti le dedicarono serenate come fece anche Wilde per scusarsi di averla anche lui infastidita con la sua corte. Wilde, che conservava in casa molte foto dell'affascinante attrice che egli definiva come «la più bella donna d'Europa», riuscì a conoscerla personalmente.
Lillie Langtry ha lasciato scritto le sue impressioni su Wilde che gli apparve come un giovane dagli occhi grandi, con un viso dai tratti regolari e con cui non fu difficile entrare in confidenza.
Wilde e il suo compagno di appartamento Miles si dedicarono, l'uno con la scrittura, l'altro con il pennello per raffigurarla nelle loro opere e tradendo un suo famoso aforisma dove affermava che non si dovrebbe mai pronunciare il nome di una donna, alla pari del nome segreto di Roma. Il giovane poeta finì col nominarla così spesso da far credere a tutti che i due fossero amanti.
Oscar le dava dei consigli, che lei non sempre seguiva, su come vestire; e su quale attività avrebbe potuto intraprendere per migliorare la sua situazione economica. Anche questi pareri furono scartati dalla Langtry: secondo Miles si sarebbe potuta dedicare all'orticoltura (Wilde giudicò offensivo che si potesse pensare che un giglio come lei potesse svolgere un simile lavoro) oppure collaborando alla rivista Life di cui era lui stesso collaboratore.

## Helena Modjeska

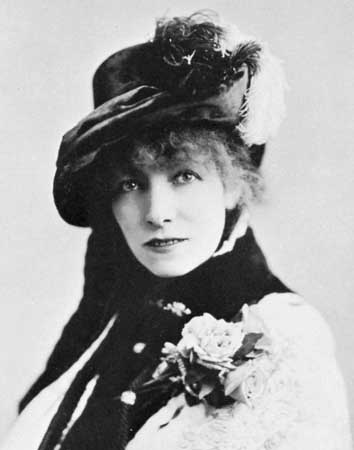
Sarah Bernhardt (1844-1923) foto di Napoleon Sarony, l'attrice che Oscar Wilde avrebbe voluto che recitasse in un suo dramma

Nel 1880 ci fu l'incontro, poco felice, di Wilde con l'attrice polacca Helena Modjeska (Repubblica di Cracovia, 12 ottobre 1844 – Newport Beach, 8 aprile 1909) che si lamentò apertamente di Oscar Wilde che, secondo lei, era un emerito chiacchierone che si incontrava dappertutto vi fosse occasione di mettersi in mostra. Risentita fu la risposta di Wilde: «Parlare è di per sé una sorta di azione spiritualizzata».
Wilde riuscì alla fine ad incuriosirla, tanto che accettò l'invito di incontrarsi in casa di Langtry e Louise Jopling, dove Wilde offrì a tutte le donne presenti un giglio dell'Annunciazione. Wilde si limitò a fare da guida all'attrice, come un perfetto accompagnatore ma senza mai corteggiarla.

## Sarah Bernhardt
Un altro incontro importante nella vita di Oscar fu quello con l'attrice Sarah Bernhardt, che rimase impressionata dallo scrittore sin dal suo primo incontro nel quale, mentre l'attore Forbes-Robert Norman le aveva offerto una semplice gardenia, Wilde volle stenderle ai suoi piedi un tappeto di fiori.
Oscar era intimidito dalla spregiudicata personalità della donna che spendeva molto denaro senza alcun ritegno e di come appariva come una «pallida fiamma» in occasione del tè. e che egli avrebbe molto desiderato di poterla avere come protagonista in uno dei suoi drammi, ritenendola perfetta per interpretare il ruolo della regina Elisabetta.

## Violet Hunt
Dopo Florence Balcombe e Lillie Langtry, Wilde tentò, sia per sfuggire ai moralisti, sia per salvarsi dagli usurai, di convincere la scrittrice Violet Hunt a sposarlo, figlia di Alfred William Hunt, (Liverpool, 15 novembre 1830 – Londra, 3 maggio 1896) pittore e poeta inglese. La giovane fu invitata da Wilde a visitare insieme l'Africa. Ella rifiutò ma non mancava di vantarsi in ogni occasione di aver ricevuto un tale invito da Wilde.

## Charlotte Montefiore
Anche alla proposta di sposare Charlotte Montefiore Wilde ne ricevette un rifiuto. Oscar rispose : «Peccato, con la mia intelligenza ed il vostro denaro avremmo fatto grandi cose insieme».

## Constance Lloyd

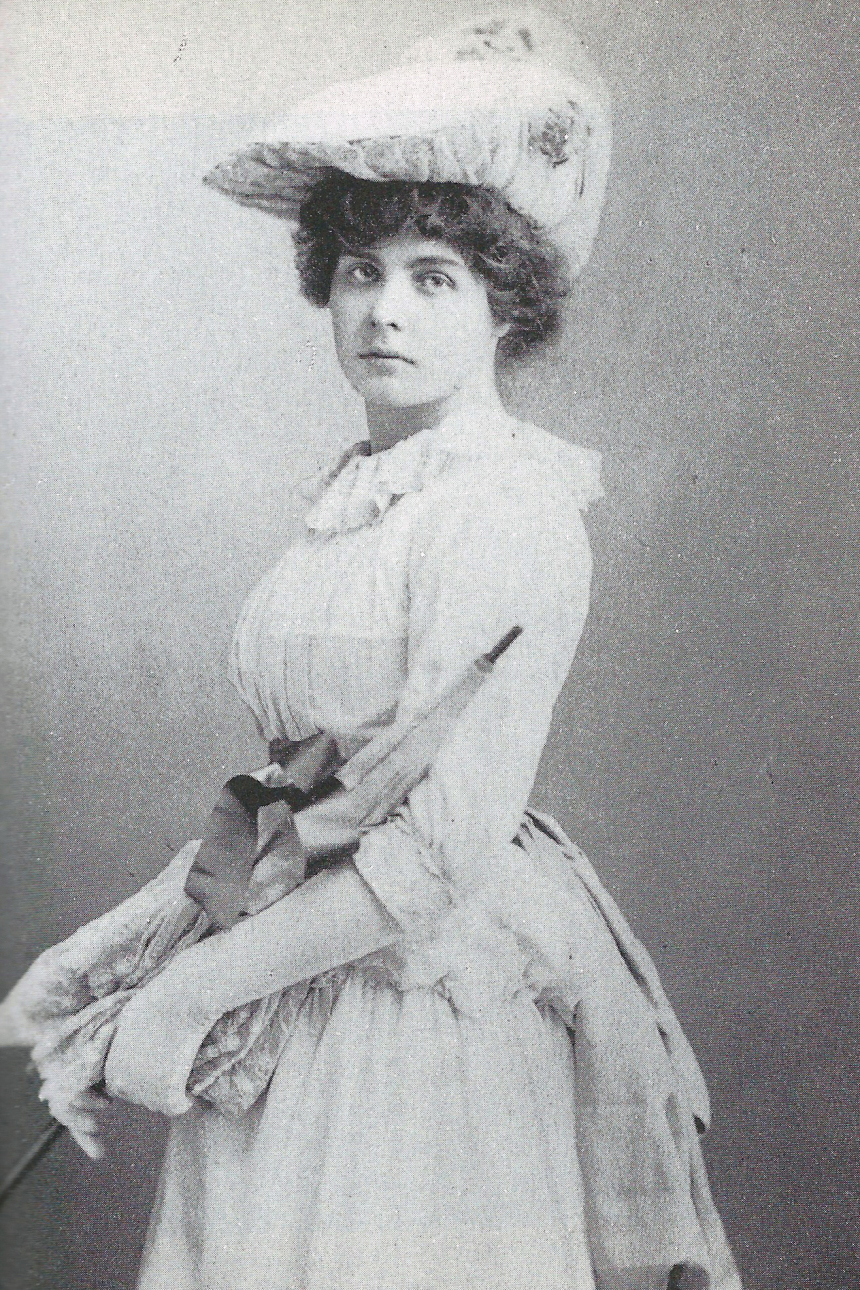
Constance Lloyd, la moglie di Oscar Wilde

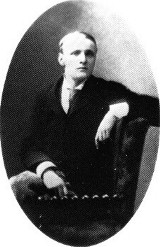
Robert Harborough Sherard, uno dei più grandi amici di Oscar Wilde, che curò diverse biografie sullo scrittore.

A maggio del 1881 accompagnò sua madre a casa di loro amici e qui conobbe Constance Lloyd, una ragazza di tre anni più giovane di lui. La ragazza, che riusciva a leggere Dante in italiano impressionò talmente tanto Oscar che appena usciti di casa disse a sua madre che pensava di sposarla. Del loro primo incontro avvenuto il 6 giugno 1881, ne parlò sia con il nonno che con il fratello affermando che gli erano piaciuti i suoi modi naturali di fare e il fatto che, parlando con lei si aveva l'impressione che fosse a un livello culturale superiore rispetto a tutti gli altri.
Di ritorno dagli USA a Dublino Wilde ebbe il piacere di incontrare nuovamente Constance, con la quale si fidanzò il 25 novembre.
Dopo alcuni dissidi con i parenti di lei e lettere invece di auguri da parte dei suoi, Oscar aveva molte difficoltà a pagare i suoi creditori sia per preparare il matrimonio sia per arredare la casa.

### La vita coniugale
Il matrimonio era previsto per aprile ma fu poi spostato al 29 maggio 1884. Per la cerimonia fu scelta la chiesa di Saint James Paddington. Per quanto riguarda l'affinità di coppia dei due, che venivano ironicamente chiamati Amleto e Ofelia, l'inizio fu promettente: Oscar si lamentava scherzosamente che anche se la moglie era così bella non poteva esserne geloso.
I due novelli sposi ebbero difficoltà di alloggio, in quanto la casa non fu pronta per tempo. Wilde litigò con la prima società costruttrice (Green), alla quale non voleva pagare alcun compenso, grazie poi all'aiuto di Godwin e del costruttore Sharpe riuscì alla fine ad avere un alloggio fisso, al numero 16 di Tite Street nel 1º gennaio 1885.
I coniugi Wilde però prima di poterci entrare dovettero pagare anche i vecchi costruttori che nel frattempo avevano anche sporto denuncia. Per il denaro speso senza remore Wilde era in cerca di lavoro. Le ultime sue conferenze non avevano sortito l'effetto sperato, e si vide negato il posto di ispettore scolastico, mentre la moglie, era rimasta incinta, trasformata, con un certo disgusto di Wilde, col corpo gonfio e sempre in preda alla nausea.
Il primo figlio Cyril nacque il 5 giugno 1885 e, dopo un anno e mezzo, nacque anche Vyvyan, il 5 novembre 1886, che fu però dichiarato nato il 3 novembre. Dopo la nascita di Vyvyan, Constance e Oscar iniziarono a non essere più la coppia felice di un tempo. Ella lo riprendeva per ogni mancanza e smascherava le sue piccole bugie. Wilde, dal canto suo continuava a voler bene ai suoi due figli ma preferiva alla moglie la frequenza di uomini come Henry Marillier. Si avviavano in questo modo le vicende relative al processo di Wilde.